# Airó

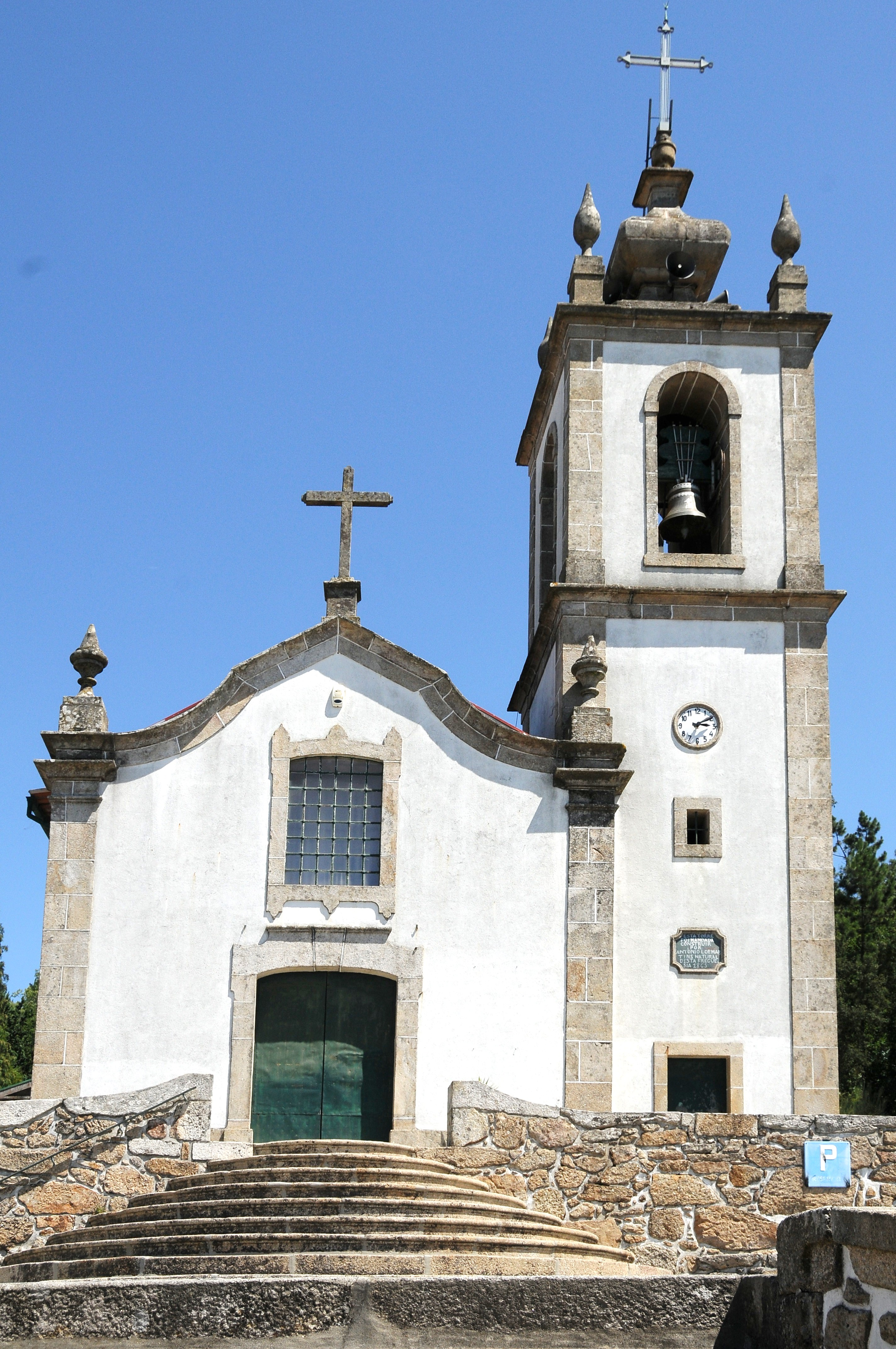
Església d'Airó

Airó és una freguesia portuguesa del municipi de Barcelos, amb 3,02 km² d'àrea i 913 habitants (en el cens del 2011). Té una densitat de població de 302,3 hab/km².

## Població
| Població de la freguesia d'Airó (1864 – 2011) | Població de la freguesia d'Airó (1864 – 2011) | Població de la freguesia d'Airó (1864 – 2011) | Població de la freguesia d'Airó (1864 – 2011) | Població de la freguesia d'Airó (1864 – 2011) | Població de la freguesia d'Airó (1864 – 2011) | Població de la freguesia d'Airó (1864 – 2011) | Població de la freguesia d'Airó (1864 – 2011) | Població de la freguesia d'Airó (1864 – 2011) | Població de la freguesia d'Airó (1864 – 2011) | Població de la freguesia d'Airó (1864 – 2011) | Població de la freguesia d'Airó (1864 – 2011) | Població de la freguesia d'Airó (1864 – 2011) | Població de la freguesia d'Airó (1864 – 2011) | Població de la freguesia d'Airó (1864 – 2011) |
| --------------------------------------------- | --------------------------------------------- | --------------------------------------------- | --------------------------------------------- | --------------------------------------------- | --------------------------------------------- | --------------------------------------------- | --------------------------------------------- | --------------------------------------------- | --------------------------------------------- | --------------------------------------------- | --------------------------------------------- | --------------------------------------------- | --------------------------------------------- | --------------------------------------------- |
| 1864                                          | 1878                                          | 1890                                          | 1900                                          | 1911                                          | 1920                                          | 1930                                          | 1940                                          | 1950                                          | 1960                                          | 1970                                          | 1981                                          | 1991                                          | 2001                                          | 2011                                          |
| 351                                           | 342                                           | 346                                           | 345                                           | 387                                           | 412                                           | 402                                           | 505                                           | 554                                           | 571                                           | 629                                           | 791                                           | 923                                           | 946                                           | 913                                           |

## Política
| Data | %       | V       | %       | V       | %     | V  | %       | V       | %     | V   |
| Data | PPD/PSD | PPD/PSD | CDS-PP  | CDS-PP  | PS    | PS | PSD-CDS | PSD-CDS | IND   | IND |
| ---- | ------- | ------- | ------- | ------- | ----- | -- | ------- | ------- | ----- | --- |
| 1976 | 80,20   | 7       |         |         |       |    |         |         |       |     |
| 1979 | 62,57   | 6       | 33,16   | 3       |       |    |         |         |       |     |
| 1982 | 98,01   | 9       |         |         |       |    |         |         |       |     |
| 1985 | 69,16   | 5       | 27,71   | 2       |       |    |         |         |       |     |
| 1989 | 49,60   | 4       | 46,96   | 3       |       |    |         |         |       |     |
| 1993 | 44,75   | 4       | 31,52   | 2       | 21,38 | 1  |         |         |       |     |
| 1997 | 43,41   | 3       |         |         | 54,48 | 4  |         |         |       |     |
| 2001 | 48,72   | 3       | 50,16   | 4       |       |    |         |         |       |     |
| 2005 | 70,54   | 5       | 28,18   | 2       |       |    |         |         |       |     |
| 2009 | 83,39   | 7       |         |         |       |    |         |         |       |     |
| 2013 | CDS-PP  | CDS-PP  | PPD/PSD | PPD/PSD | 50,39 | 4  | 32,30   | 2       | 13,91 | 1   |
| 2017 | CDS-PP  | CDS-PP  | PPD/PSD | PPD/PSD | 71,43 | 5  | 26,22   | 2       |       |     |
| 2021 | CDS-PP  | CDS-PP  | PPD/PSD | PPD/PSD | 55,51 | 4  | 41,56   | 3       |       |     |